# Palazzo di Baldu
Palazzo di Baldu è un antico palazzo che faceva parte di un insediamento medievale, la Villa de Sent Steva, situato nella località Santo Stefano in territorio di Luogosanto, Sardegna settentrionale. Il sito si trova immerso in una fitta lecceta a circa quattro chilometri dal centro abitato; esso è citato sin dalla metà del XIV secolo in documenti risalenti a quell'epoca.

## Descrizione

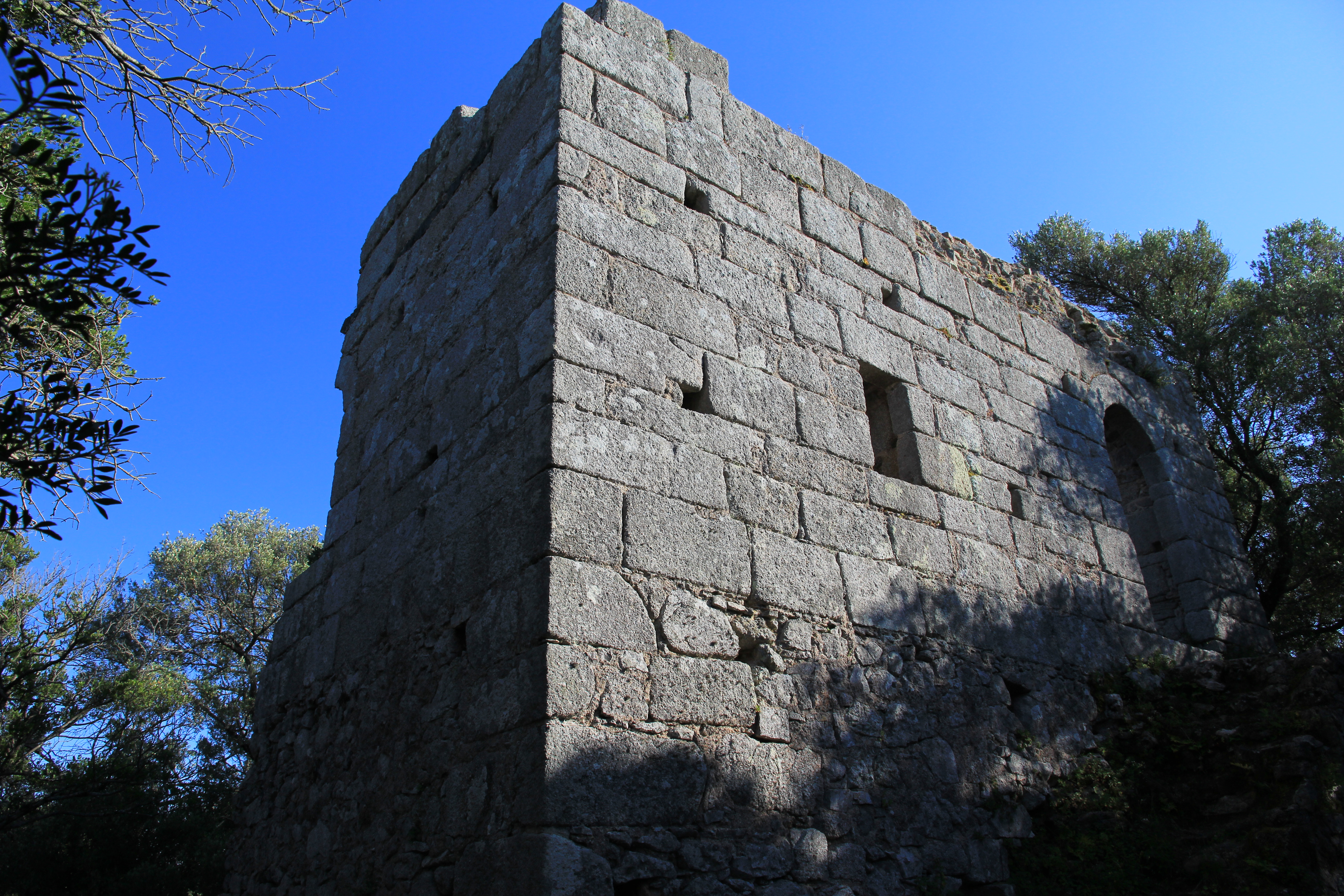
Vista del palazzo

Il palazzo, del quale si conservano la base e tre muri esterni, era un edificio a pianta quadrata di 9,20 metri per lato, con basamento a scarpa, sviluppato su tre piani per un'altezza di almeno dieci metri e munito di terrazza. L'ingresso al piano nobile, posto a circa 3 metri dal piano di campagna, era assicurato da una scalinata esterna. La tecnica costruttiva utilizzata richiama gli edifici religiosi in stile romanico sardo della Gallura e della Corsica.

## L'insediamento
Il palazzo si affaccia su un ampio cortile di circa 780 m² attorno al quale si aprivano sedici ambienti di diverse dimensioni dei quali resta il basamento dei muri perimetrali e tracce della pavimentazione, realizzata con argilla battuta o col posizionamento manuale di frammenti di mattoni e pietre. Le indagini archeologiche svoltesi tra i 1999 e il 2002 a cura dalla Soprintendenza archeologica per le province di Sassari e Nuoro hanno permesso di riconoscere in questi spazi: abitazioni, magazzini, cucine, stalle, botteghe e, a breve distanza, una fornace di circa tre metri di diametro utilizzata per la cottura di materiale fittile. 
Dai manufatti rinvenuti nel sito è emerso che l'insediamento riceveva merci da diverse zone del bacino del Mediterraneo infatti, oltre a quelli creati in loco, ne risultano altri provenienti da Toscana, Liguria, Spagna, Africa settentrionale e Medio Oriente, prodotti tra il XII ed il XV secolo.

## La chiesetta di Santo Stefano
Apparteneva all'insediamento anche la chiesetta di Santo Stefano, situata nelle immediate vicinanze del palazzo. Senza dubbio sottoposta ad importanti interventi di restauro, allo stato attuale risulta composta da un'aula a pianta rettangolare con tetto a doppio spiovente, formato da travi e travetti in legno ricoperti da canne protette da tegole. L'edicola sopra il piccolo altare contiene la statua in marmo del santo con l'epigrafe "S. STEFANVS PHROTVS MARTIR".

## Galleria d'immagini

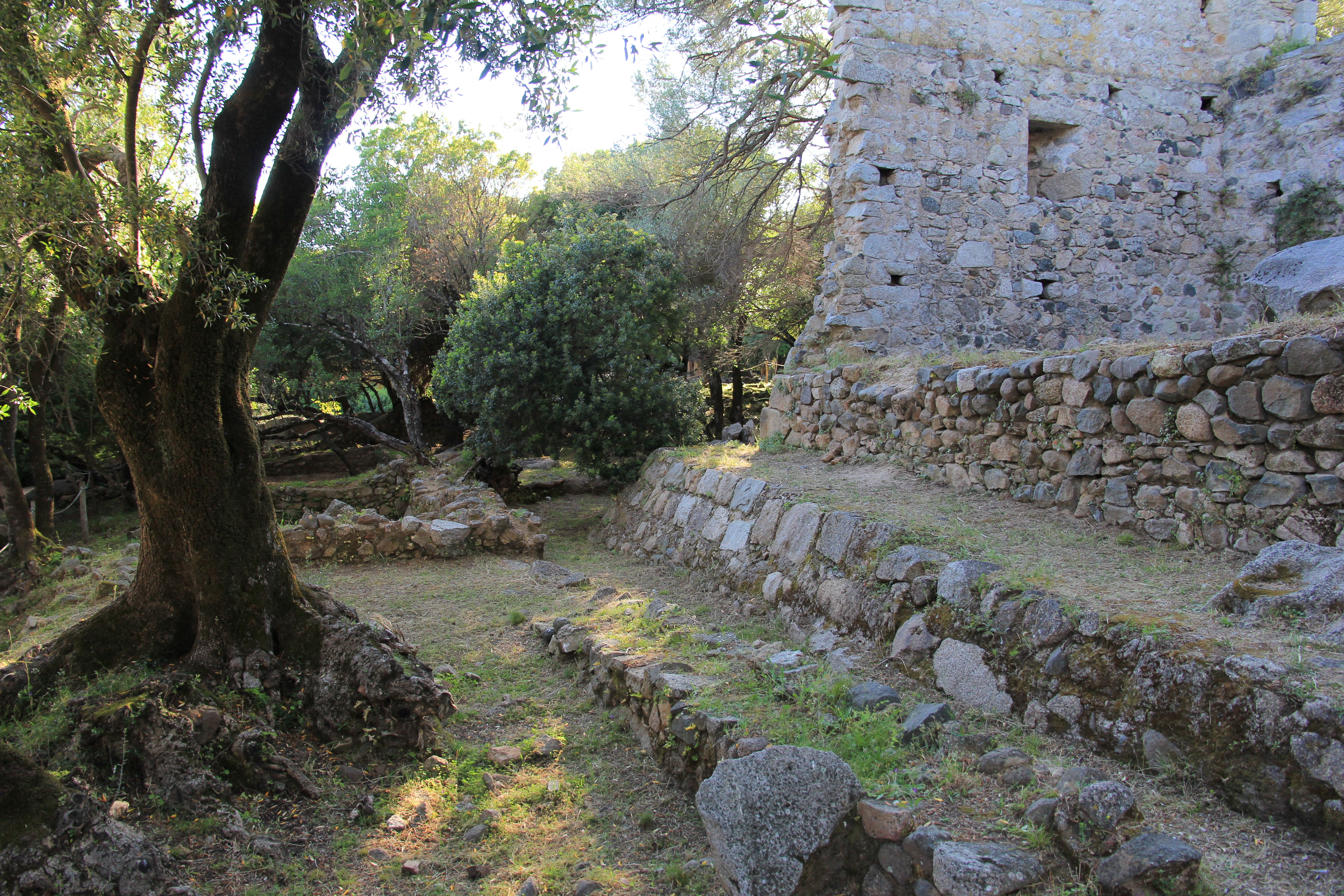
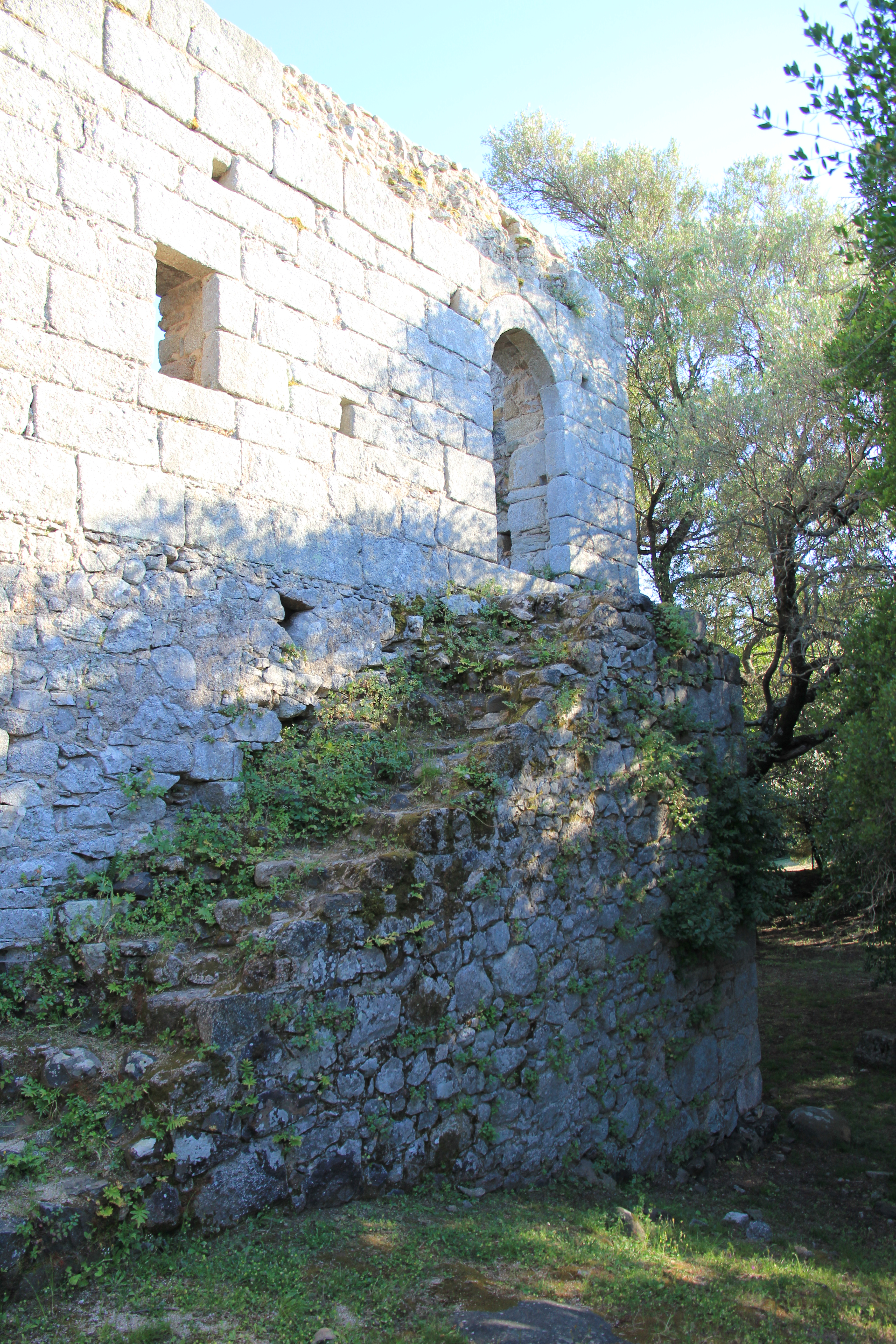
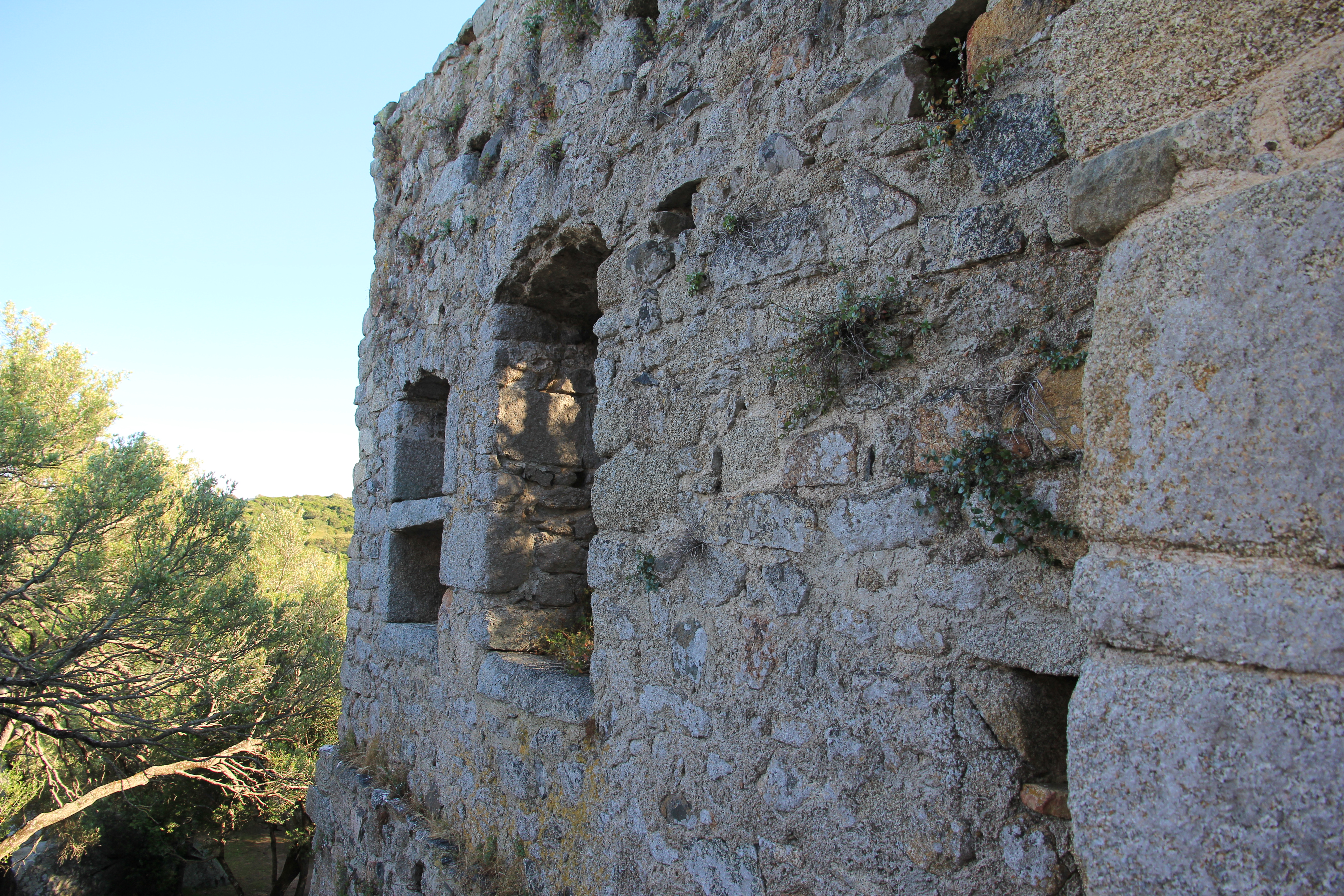
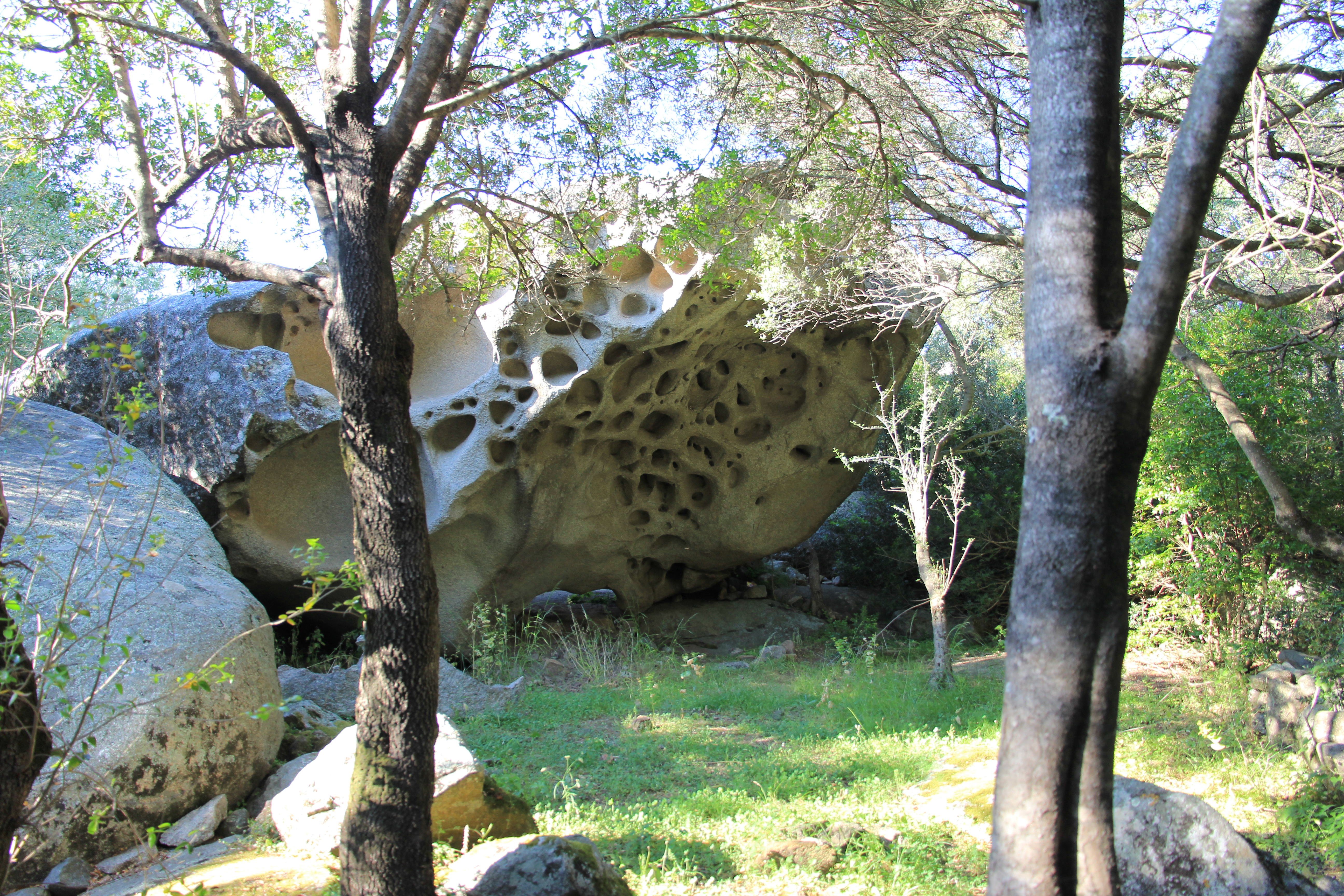